# Universidade de Franca
A UNIFRAN - União das Faculdades Francanas ou Universidade de Franca é uma Instituição de Ensino Superior (IES) sediada na cidade de Franca, Estado de São Paulo, Brasil.
Inicialmente criada como a Faculdade Pestalozzi por Tomás Novelino, mudou de nome.
Em maio de 2013, o Grupo Cruzeiro do Sul Educacional - mantenedor da Universidade Cruzeiro do Sul, da Universidade Cidade de São Paulo (ambas na capital paulista), do Centro Universitário Módulo (em Caraguatatuba) e do Centro Universitário UDF (em Brasília) - anunciou a compra da UNIFRAN. Embora não tenha sido divulgado o valor da transação, estima-se que tenha atingido os R$ 120 milhões. Com a aquisição, a Cruzeiro do Sul tornou-se o quinto maior grupo educacional do Brasil, ultrapassando a marca dos 75 mil alunos.